# Nohfelden
Nohfelden ist eine Gemeinde im Landkreis St. Wendel im Saarland. Sie wurde im Rahmen der saarländischen Gebiets- und Verwaltungsreform zum 1. Januar 1974 aus dem Zusammenschluss von 13 zuvor eigenständigen Gemeinden neu gebildet.

## Geographie
Nohfelden ist eine Nationalparkgemeinde im Nationalpark Hunsrück-Hochwald.
Größere Gewässer sind der Bostalsee, die obere Nahe (Rhein) oder der Freisbach (Nahe).

### Gemeindegliederung
| Ortsteil           | Einwohner |
| ------------------ | --------- |
| Bosen              | 1220      |
| Eckelhausen        | 229       |
| Eisen              | 492       |
| Eiweiler           | 609       |
| Gonnesweiler       | 894       |
| Mosberg-Richweiler | 375       |
| Neunkirchen        | 865       |
| Nohfelden          | 1126      |
| Selbach            | 778       |
| Sötern             | 1235      |
| Türkismühle        | 732       |
| Walhausen          | 619       |
| Wolfersweiler      | 1017      |

Einwohnerzahlen mit Stand Januar 2012, alle Ortsteile sind zugleich Gemeindebezirke. Bosen und Eckelhausen bilden einen gemeinsamen Gemeindebezirk Bosen/Eckelhausen.

### Klima

Niederschlagsdiagramm des Ortsteils Türkismühle

Der Jahresniederschlag beträgt 1205 mm und liegt damit im oberen Zehntel der von den Messstellen des Deutschen Wetterdienstes erfassten Werte. Über 93 % zeigen niedrigere Werte an. Der trockenste Monat ist der April; am meisten regnet es im Dezember. Im niederschlagreichsten Monat fällt etwa 1,8mal mehr Regen als im trockensten Monat. Die jahreszeitlichen Niederschlagschwankungen liegen im oberen Drittel. In über 89 % aller Orte schwankt der monatliche Niederschlag weniger.

## Geschichte
Bodenfunde aus der Kelten- bzw. Römerzeit wurden in Bosen, Eisen, Eiweiler, Mosberg-Richweiler, Neunkirchen (Nahe), Nohfelden, Selbach, Sötern, Türkismühle, Walhausen und Wolfersweiler entdeckt bzw. ausgegraben. Die Burg Nohfelden wurde erstmals 1286 und ein Amt Nohfelden 1372 erwähnt.
Seit dem Hochmittelalter (um ca. 1200) bis zum 1. Juli 1879 sowie in den Jahren 1946/47 (Wechsel von Rheinland-Pfalz zum Saarland) ist die geschichtliche Entwickelung der 13 Ortsteile im Nahegau teilweise unterschiedlich verlaufen. Um 1790 gliederten sich die Herrschaftsgebiete noch in folgende 4 Bereiche:
- Herzogtum Pfalz-Zweibrücken, das im Wege der Erbfolge im 15. Jahrhundert aus der Grafschaft Veldenz hervorgegangen ist, zugehörige Orte: Eckelhausen, Eisen, Mosberg-Richweiler, Nohfelden, (Türkismühle), Walhausen und Wolfersweiler,
- Reichsherrschaft Eberswald mit den zugehörigen Orten Bosen und Sötern,
- Reichsherrschaft Dagstuhl mit dem zugehörigen Ort Eiweiler,
- Hochgericht Neunkirchen (Nahe) mit den zugehörigen Orten Gonnesweiler, Neunkirchen (Nahe) und Selbach.

Durch die Französische Revolution und die folgende Besetzung des gesamten linken Rheinufers im Jahre 1794 sind auch die 4 vorgenannten Herrschaften untergegangen. Unter französischer Herrschaft wurden neue Verwaltungseinteilungen geschaffen. Die 13 Ortsteile der Gemeinde Nohfelden gehörten zum Saardepartement und waren folgenden Mairien (Bürgermeistereien) zugeordnet:

a) Mairie Achtelsbach = Eisen

b) Mairie Neunkirchen = Eiweiler, Neunkirchen (Nahe) und Selbach

c) Mairie Nohfelden = Nohfelden und Wolfersweiler

d) Mairie Otzenhausen = Bosen, Eckelhausen und Sötern

e) Mairie Walhausen = Gonnesweiler, Mosberg-Richweiler und Walhausen

Die Vereinigung des Saardepartements mit Frankreich erfolgte am 9. Februar 1801 mit dem Abschluss des endgültigen Friedensvertrages. Durch diesen Vertrag wurde Frankreich das gesamte linksrheinische Gebiet überlassen.
Nach der Niederlage Napoleons in der Völkerschlacht bei Leipzig im Oktober 1813 wurde mit Friedensvertrag vom 31. Mai 1814 Frankreich auf seine damaligen Grenzen zum 1. Januar 1792 zurückverwiesen. Gleichzeitig begann mit dem Wiener Kongress (18. September 1814 bis 9. Juni 1815) eine Neuordnung der Herrschaftsgebiete. In Artikel 49 und 50 der Wiener Schlussakte wurde das Königreich Preußen verpflichtet, bestimmte Teile der erhaltenen Gebiete u. a. an das Herzogtum Sachsen-Coburg und das Großherzogtum Oldenburg abzutreten. In einer Übergangslösung wurden aus „Mairien“ grundsätzlich ohne Änderung der Zugehörigkeit der einzelnen Gemeinden nunmehr Bürgermeistereien.
Während eine Übernahme des vorgesehenen Gebietes durch das Herzogtum Sachsen-Coburg bereits aufgrund des Königlich Preußischen Entlassungs-Patents vom 9. September 1816 sowie durch das Herzoglich Sachsen-Coburgische Besitzergreifungs-Patent vom 11. September 1816 erfolgte, bemühte sich das Großherzogtum Oldenburg weiterhin um eine andere Gebietszuweisung. Nachdem diese Bemühungen jedoch erfolglos geblieben waren, wurde schließlich am 9. April 1817 in Frankfurt zwischen dem Königreich Preußen und dem Großherzogtum Oldenburg das entsprechende Übergabe-/Übernahme-Protokoll zur Gebietsübernahme abgeschlossen. Mit dem Königlich Preußischen Entlassungs-Patent vom selben Tag wurde gleichzeitig die Entlassung des vertraglich vereinbarten Gebietes an das Großherzogtum Oldenburg ausgesprochen. Durch das Patent über die Besitznahme des Fürstentums Birkenfeld vom 16. April 1817 durch das Großherzogtum Oldenburg kamen u. a. alle heutigen gemeindezugehörigen Orte zum neu entstandenen Fürstentum Birkenfeld.
Durch Verordnung vom 9. September 1817 wurde das Fürstentum Birkenfeld zum 1. Oktober 1817 in die 3 Amtsbezirke Birkenfeld, Oberstein und Nohfelden eingeteilt, wobei jedes Amt 3 Bürgermeistereien umfasste:

a) Amt Birkenfeld mit den Bürgermeistereien Birkenfeld, Leisel und Niederbrombach,

b) Amt Oberstein mit den Bürgermeistereien Herrstein, Oberstein und Fischbach,

c) Amt Nohfelden mit den Bürgermeistereien Nohfelden, Neunkirchen und Achtelsbach
Mit dieser Einteilung ist für das Amt Nohfelden bzw. der 3 zugehörigen Bürgermeistereien folgende Gebietszuordnung verbunden gewesen:
- Bürgermeisterei Nohfelden (9 Gemeindebezirke)

Nohfelden (mit Holzhauserhof), Wolfersweiler, Gimbweiler, Walhausen (mit Schwarzhof), Asweiler, Eitzweiler, Mosberg-Richweiler, Hirstein, Steinberg-Deckenhardt,
- Bürgermeisterei Neunkirchen (8 Gemeindebezirke)

Neunkirchen (Nahe), Selbach, Imsbach, Gonnesweiler, Eiweiler, Sötern, Bosen, Schwarzenbach,
- Bürgermeisterei Achtelsbach (7 Gemeindebezirke)

Achtelsbach (mit Neuhof), Meckenbach, Traunen, Eisen, Dambach, Ellweiler, Eckelhausen.
Mit Verordnung vom 6. März 1819 benannte das Herzogtum Sachsen-Coburg das am 11. September 1816 in Besitz genommene (und an das Fürstentum Birkenfeld angrenzende) Gebiet als Fürstentum Lichtenberg (mit Sitz in St. Wendel). Durch Staatsvertrag vom 31. Mai 1834 wurde es jedoch bereits an das Königreich Preußen abgetreten. Mit der Besitznahme desselben durch das Königlich Preußische Besitzergreifungs-Patent vom 15. August 1834 und der Bildung als Kreis St. Wendel zum 1. April 1835 im Regierungsbezirk Trier war das Fürstentum Birkenfeld nunmehr vollkommen vom Königreich Preußen (Rheinprovinz) umschlossen.
Der Gebietsteil „Schwarzhof“ bei der Gemeinde Gonnesweiler wurde mit Erlass vom 24. April 1833 von der Gemeinde Walhausen abgetrennt und der Gemeinde Gonnesweiler zugeordnet. Das Gesetz vom 23. April 1855 leitete im Fürstentum Birkenfeld die Aufhebung der Ämter unter Beibehaltung der bisherigen Bürgermeistereien ein. Mit der Verordnung vom 8. August 1856 wurde eine Neuregelung der Aufgabenverteilung zwischen den Bürgermeistereien und der Regierung getroffen. Die Bekanntmachung vom 9. August 1856 bestimmte den Zeitpunkt der Aufhebung der Ämter auf den 1. Oktober 1856.
Im Vorfeld einer späteren Neuordnung der Bürgermeistereien wurden u. a. durch Bekanntmachung vom 23. Dezember 1875 die Standesamtsbezirke Achtelsbach und Neunkirchen zum Standesamtsbezirk Neunkirchen vereinigt, wobei die Gemeinde Ellweiler (Bürgermeisterei Achtelsbach) dem Standesamtsbezirk Nohfelden zugewiesen wurde.
Das „Gesetz betreffend die revidierte Gemeinde-Ordnung für das Fürstentum Birkenfeld“ vom 28. März 1876 leitete zum 1. Oktober 1876 u. a. folgende Neuordnungen ein:
- Die Gemeinde Imsbach wurde mit der Gemeinde Selbach vereinigt.
- Die Bürgermeisterei Achtelsbach wurde aufgehoben. Die Gemeinden Achtelsbach, Traunen Dambach, Meckenbach, Eisen und Eckelhausen wurden der Bürgermeisterei Neunkirchen,
- die Gemeinde Ellweiler wurde der Bürgermeisterei Nohfelden zugeordnet.

Mit dem „Gesetz betreffend Abänderung der Bürgermeisterei-Bezirke“ vom 1. März 1879 erfolgte zum 1. Juli 1879 u. a. die nächste Neuordnung, die gleichzeitig das Ende der bisherigen unterschiedlichen geschichtlichen Entwicklung der heutigen 13 Ortsteile der Gemeinde Nohfelden bedeutete:
- Die Bürgermeisterei Neunkirchen wurde aufgehoben und mit der Bürgermeisterei Nohfelden zu einer Bürgermeisterei (Bürgermeisterei Nohfelden) vereinigt.
- Die Gemeinden Achtelsbach, Traunen, Dambach und Meckenbach wurden mit der Bürgermeisterei Birkenfeld vereinigt.

Als Folge der Abdankung und des Verzichts auf die Thronfolge des Großherzogs Friedrich August von Oldenburg vom 11. November 1918 wurde aus dem Fürstentum Birkenfeld nunmehr der Landesteil Birkenfeld (Provinz). Der als Folge des Ersten Weltkrieges zum 10. Januar 1920 in Kraft getretene Friedensvertrag vom 28. Juni 1919 brachte mit der Schaffung des Saargebietes und der damit verbundenen Trennung des bisherigen Kreises St. Wendel dem Landesteil Birkenfeld neue Grenznachbarn (Stammkreis St. Wendel im Saargebiet und Restkreis St. Wendel-Baumholder im Land Preußen – Regierungsbezirk Trier/Rheinprovinz).
Durch das Verwaltungsvereinfachungsgesetz vom 22. September 1933 wurde zum 1. Oktober 1933 die Gemeinde Ellweiler aus der Bürgermeisterei Nohfelden ausgeschieden und mit der Bürgermeisterei Birkenfeld vereinigt. Mit dem Gesetz zur Ergänzung und Abänderung des Vereinfachungsgesetzes vom 24. März 1934 wurden u. a. die Gemeinden Asweiler und Eitzweiler zu einer neuen Gemeinde Asweiler-Eitzweiler vereinigt.
Das Saargebiet wurde aufgrund der Volksabstimmung vom 13. Januar 1935 mit Wirkung zum 1. März 1935 dem nationalsozialistischen Deutschen Reich angegliedert und führte nun den Namen „Saarland“.
Das sog. „Groß-Hamburg-Gesetz“ vom 26. Januar 1937 mit seinen Durchführungsverordnungen vom 15. Februar 1937 und 25. März 1937 brachte zum 1. April 1937 u. a. folgende Neuregelungen:

a) der oldenburgische Landesteil Birkenfeld ging auf das Land Preußen über und bildete einen Landkreis in der Rheinprovinz,

b) der neue Landkreis führte den Namen „Landkreis Birkenfeld“ im Regierungsbezirk Koblenz,

c) der Restkreis St. Wendel-Baumholder (aus dem Regierungsbezirk Trier) wurde in den Landkreis Birkenfeld eingegliedert,

d) die Einführung der preußischen Amtsordnung vom 8. Oktober 1934 bestimmte das neue Amt Nohfelden als Rechtsnachfolger der Bürgermeisterei Nohfelden.
Das Ende des Zweiten Weltkrieges (Kapitulation am 8. Mai 1945) leitete eine wesentliche Neuordnung (Stufenweiser Wechsel der Zugehörigkeit zum Saarland) ein. So wurden aufgrund der Anordnung Nr. 8 vom 18. Juli 1946 (Zuweisung von Gemeinden an das Saarland aus dem Kreis Birkenfeld/Regierungsbezirk Koblenz) und der Verfügung Nr. 73 vom 18. Juli 1946 (Zuweisung an den Landkreis St. Wendel) zum 20. Juli 1946 in einem ersten Abschnitt die Gemeinden Bosen, Eckelhausen, Eisen, Eiweiler, Gonnesweiler, Hirstein, Mosberg-Richweiler, Neunkirchen, Schwarzenbach, Selbach, Sötern, Steinberg-Deckenhardt, Türkismühle und Walhausen zu dem neuen Amt Türkismühle (Saarland/Kreis St. Wendel) zusammengeschlossen.
In der gemeinsamen Besprechung der Ortsbürgermeister der vorgenannten Gemeinden in Gonnesweiler vom 21. Juli 1946 sprachen sich sämtliche Ortsbürgermeister, mit Ausnahme von Hirstein, der für seine Gemeinde infolge der geographischen Lage den Anschluss an den Amtsverband Namborn wünschte, für die Gründung eines neuen Amtsverbandes mit Sitz in Türkismühle (in Ermangelung geeigneter Räume mit vorübergehendem Verwaltungssitz in Gonnesweiler) aus. Auf Antrag der französischen Militärregierung vom 12. August 1946 wurde durch Verfügung vom 16. August 1946 des Regierungspräsidenten der Gemeindename „Walhausen-Birkenfeld“ in „Walhausen (St. Wendel)“ umgeändert. Des Weiteren wurde durch die Verordnung vom 21. August 1946 zum 1. September 1946 der Ort „Türkismühle“ aus der Gemeinde Nohfelden (noch im Landkreis Birkenfeld) ausgegliedert und als selbständige Gemeinde (im Kreis St. Wendel) errichtet. Die Verordnung vom 26. Februar 1947 änderte im Saarland die Bezeichnung „Ämter“ nunmehr in „Verwaltungsbezirke“. Aus dem Amt Türkismühle wurde somit nun Verwaltungsbezirk Türkismühle. Zum 1. Mai 1947 wurde die Gemeinde Hirstein, wie in der Besprechung vom 21. Juli 1946 bereits angeregt, aus dem Verwaltungsbezirk Türkismühle ausgegliedert und in den Verwaltungsbezirk Namborn eingegliedert.
Wie im o.a. ersten Abschnitt erfolgte auch im zweiten Abschnitt aufgrund der Verordnung Nr. 93 vom 6. Juni 1947 zunächst der Anschluss weiterer Gemeinden durch Zuweisung an das Saarland, durch Verfügung Nr. 215 vom 7. Juni 1947 an den Landkreis St. Wendel und zum 24. Juni 1947 u. a. schließlich die Zuweisung der Gemeinden Asweiler, Eitzweiler, Freisen, Nohfelden und Wolfersweiler zum Verwaltungsbezirk Türkismühle. Außerdem wurde zum 1. Juli 1947 der Amtssitz von Gonnesweiler wieder nach Nohfelden verlegt. Laut Anordnung vom 4. Mai 1949 wurde zum 1. März 1949 die Gemeinde Asweiler-Eitzweiler aufgelöst und die Ortsteile Asweiler und Eitzweiler wieder jeweils zu eigenen selbständigen Gemeinden erklärt. Mit diesem Zeitpunkt bestand der Verwaltungsbezirk Türkismühle aus folgenden 18 Gemeinden: Asweiler, Bosen, Eckelhausen, Eisen, Eitzweiler, Eiweiler, Freisen, Gonnesweiler, Mosberg-Richweiler, Neunkirchen, Nohfelden, Schwarzenbach, Selbach, Sötern, Steinberg-Deckenhardt, Türkismühle, Walhausen und Wolfersweiler. Die Gemeindeordnung vom 10. Juli 1951 wandelte zum 1. September 1951 die Bezeichnung Verwaltungsbezirke wieder in „Ämter“ (Amt Türkismühle) um. Die Bemühungen der Gemeinde Nohfelden, dem Amt den seit Jahrhunderten geführten Namen „Amt Nohfelden“ wieder zu geben, führten 1956 zum Erfolg. Mit Beschluss des Verwaltungsrates des Amtes Türkismühle vom 31. Juli 1956 wurde dem Antrag der Gemeinde Nohfelden stattgegeben. Die förmliche Umbenennung in „Amt Nohfelden“ erfolgte zum 1. November 1956 durch die Bekanntmachung der Landesregierung vom 30. Oktober 1956.
Mit dem Neugliederungsgesetz vom 19. Dezember 1973 wurden zum 1. Januar 1974 die bisherigen selbständigen Gemeinden zu Einheitsgemeinden zusammengeschlossen und die bisherigen Ämter aufgelöst. Rechtsnachfolger des Amtes Nohfelden wurde die Gemeinde Nohfelden mit den 13 Ortsteilen (Gemeindeteilen) Bosen, Eckelhausen, Eisen, Eiweiler, Gonnesweiler, Mosberg-Richweiler, Neunkirchen (Nahe), Nohfelden, Selbach – ohne die in § 47 Abs. 2 genannten Flurstücke (= Imsbach), Sötern, Türkismühle, Walhausen und Wolfersweiler. Die restlichen 5 ehemaligen Gemeinden wurden folgenden neuen Gemeinden zugeordnet:

a) der Gemeinde Freisen = Asweiler, Eitzweiler und Freisen,

b) der Gemeinde Nonnweiler = Schwarzenbach,

c) der Gemeinde Oberthal = Steinberg-Deckenhardt,

d) der Gemeinde Tholey = Flächenteile von Selbach (Imsbach/Theley).

## Politik

### Gemeinderat
Die Gemeinderatswahl am 9. Juni 2024 führte zu folgender Sitzverteilung im Gemeinderat:
| Partei                             | Stimmenanteil | Differenz | Sitze | Differenz |
| ---------------------------------- | ------------- | --------- | ----- | --------- |
| CDU                                | 54,3 %        | + 6,8 %p  | 16    | + 3       |
| SPD                                | 31,2 %        | − 4,0 %p  | 9     | − 1       |
| FLN                                | 6,0 %         | + 1,5 %p  | 1     | + 0       |
| ULBN                               | 3,7 %         | − 1,1 %p  | 1     | + 0       |
| GRÜNE                              | 3,2 %         | - 0,9 %p  | 0     | - 1       |
| LINKE                              | 1,7 %         | - 2,3 %p  | 0     | - 1       |
| Wahlbeteiligung: 76,1 % (+ 1,0 %p) |               |           |       |           |

### Bürgermeister
- 1974–1988: Hermann Scheid (CDU)
- 1988–2004: Heribert Gisch (CDU)
- seit 2005: Andreas Veit (CDU)

Bürgermeister Andreas Veit wurde 2005 als damals jüngster Bürgermeister des Saarlands gewählt und zuletzt 2019 mit 67,4 % der Stimmen im Amt bestätigt.

### Gemeindepartnerschaften
Nohfelden ist seit 1996 Partnergemeinde von Jeleśnia in Polen. Im April 2006 wurde in Nohfelden mit einer großen Delegation aus Jelesnia zehn Jahre Partnerschaft Nohfelden-Jelesnia gefeiert. 2014 kam Feliz in Brasilien als Globale Partnerschaft hinzu.

## Kultur und Sehenswürdigkeiten
Kunst- und Kulturzentrum am Bostalsee, Bosener Mühle: zwischen den Ortsteilen Bosen und Eckelhausen unmittelbar am See gelegen. Das Kunstzentrum Bosener Mühle bietet ganzjährig ein umfassendes Kursangebot in nahezu allen Bereichen des künstlerischen Gestaltens für alle Altersstufen an (Zeichnung bzw. Malerei, Keramik, Plastisches Gestalten, Steinbildhauerei, Druckgrafik, Mischtechnik, Kalligrafie). Geleitet werden die Kurse von namhaften professionellen Dozenten. Das jährliche Kulturprogramm bietet weiterhin zahlreiche Veranstaltungen aus anderen Kulturbereichen an (literarische Lesungen, Konzerte, Kleinkunst u. ä.).
Jüdische Friedhöfe: In Gonnesweiler sowie Sötern befinden sich zwei der ältesten jüdischen Friedhöfe im Saarland (um 1800 angelegt). Im Nationalsozialismus wurden die Friedhöfe massiv beschädigt und zahlreiche Grabsteine entfernt.
Nohfelder Kräutergarten: Karl-Heinz Potempa hat vor über 30 Jahren einen privaten Apotheken Gift- und Heilkräutergarten angelegt. Dieser bietet über 400 Pflanzen, Bäume und Sträucher und zählt somit zum größten Kräutergarten Deutschlands. Besichtigungen und Führungen sind von Anfang Mai bis Ende September möglich.
Englischer Garten in Gonnesweiler: Ein Landschaftsgarten, der im englischen Stil angelegt wurde, führt an der Nepomukkapelle vorbei und bietet einen Rundweg, der auch für Rollstuhlfahrer geeignet ist.
Nahequelle mit Wildfreigehege: Hier entspringt die Nahe. Die Nahequelle ist Ausgangspunkt für den Nahequelle-Pfad. Es handelt sich um ein familienfreundliches Ausflugsziel mit Wildfreigehege, in dem sich ein großer Wildbestand mit Tieren wie Pfauen, Ziegen, Enten, Gänsen und Rehen befindet. 

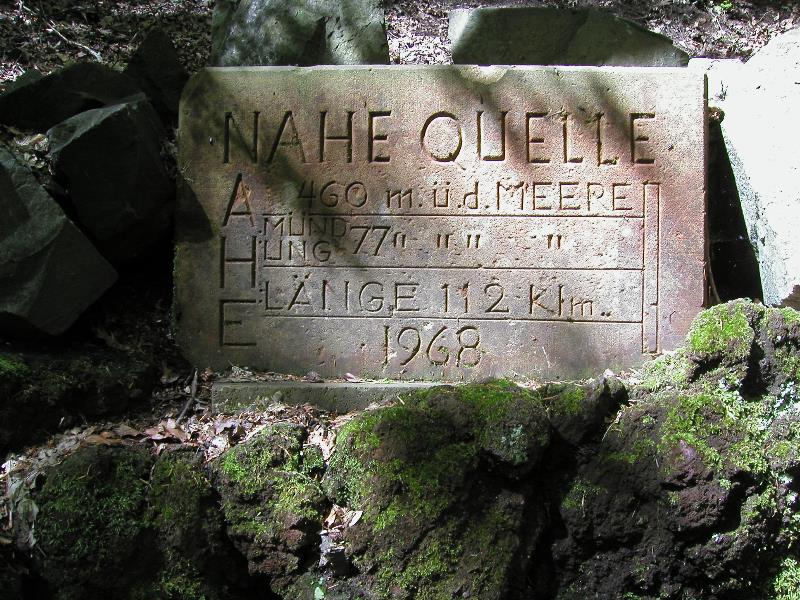
Nahequelle in Selbach

Hinkelstein Walhausen: In Walhausen liegt ein alter Menhir, den man circa in die Zeit 2000–1800 a.C. datieren kann. Die Sage, unter dem Tonnen schweren Hinkelstein sei eine goldene Kutsche mit der Kriegskasse des Hunnenkönigs Attila begraben, hält sich bis heute in dem Ort.
Schaumeiler in Walhausen: Der 1998 errichtete Schaumeiler erinnert an die vorindustrielle Herstellung der Holzkohle, auf dem historischen Meilerstandort bekommt man einen Einblick in die Bauweise eines Meilers.
Sternwarte Peterberg: Auf dem 584 Meter hohen Peterberg bietet sich Amateurastronomen die Möglichkeit, Einblicke in das Weltall zu erlangen.

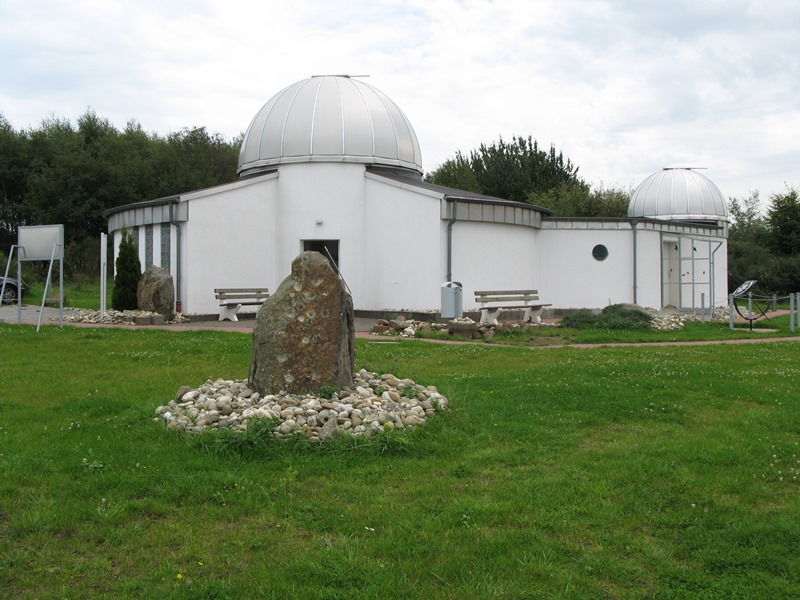
Sternwarte Peterberg

Straße der Skulpturen: Auf einer Strecke von rund 25 km erstreckt sich die von Leo Kornbrust initiierte Straße der Skulpturen. Hier kann man seit 1972 Steine und Skulpturen von renommierten Künstlern besichtigen. Entlang vieler landschaftlich auffälliger Punkte führt die Straße der Skulpturen auch am Bostalsee vorbei. Es wurde auf eine außergewöhnliche Weise die Kunst und Bildhauerei in Szene gesetzt.

### Museen
Museum für Mode und Tracht: Als einziges Museum im Saarland beschäftigt sich das Museum für Mode und Tracht mit Kleidung und Kleidungsgewohnheiten unserer Vorfahren. Derzeit werden Kleidung und Tracht mit den dazugehörenden Dessous und Accessoires von 1845 bis 1920 ausgestellt. Auf einer Fläche von 123 m² sind ca. 200 Exponate zu sehen. Der Saarländische Volkstanz- und Trachtenverband eröffnete es im September 2005. Das Museum befindet sich im Alten Amtshaus an der Burg.

### Bauwerke

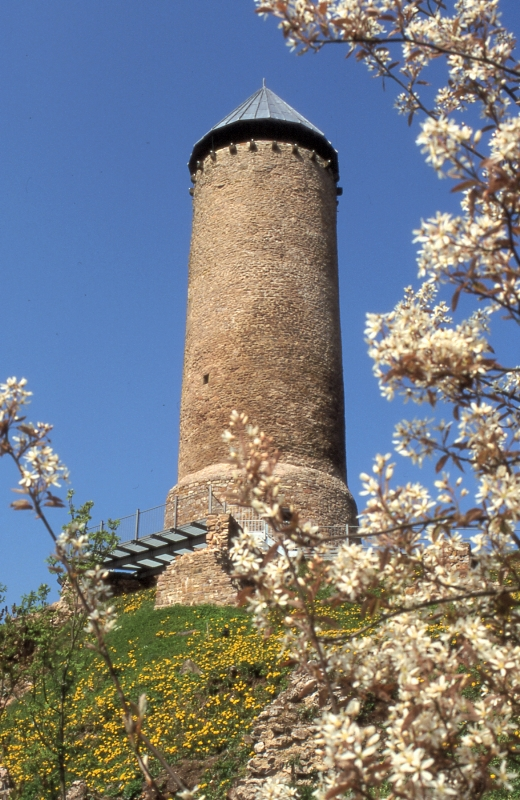
Nohfelden Burgturm im Frühling

Burg Nohfelden (Burg Veldenz): Die als Wahrzeichen von Nohfelden geltende Burg, wurde 1285 von Wilhelm Bossel von Stein erbaut. Nach einer aufwendigen Restauration ist nur noch der 20 m hohe Burgfried zu sehen, der als Aussichtsturm dient. Auf und an der Burg finden jährlich zahlreiche Veranstaltungen statt. Der Burgsommer beginnt am 1. Mai und dauert bis Oktober. In dieser Kulisse besteht auch die Möglichkeit, sich Trauen zu lassen.
Evangelische Pfarrkirche Wolfersweiler: Eine historische Kirche von 1788 deren Turmfundamente aus dem 12. Jahrhundert stammen. Der Turm selbst ist von 1586. Es ist eine schlichte Dorfkirche mit altem Holzgestühl und einer Stummorgel von 1834. Es werden Führungen für Kirche und Orgel angeboten und es finden regelmäßige Konzerte statt. Von Mai bis Oktober ist die Kirche tagsüber geöffnet. In den Wintermonaten besteht die Möglichkeit, sie nach Vereinbarung zu besichtigen.
St. Nepomukkapelle Gonnesweiler: 1748 ließ der Adelige Florent Joseph de Latre de Feignis die Nepomukkapelle errichten. Dieses historische Bauwerk, welches sogar die Französische Revolution überlebte musste 1970 abgerissen werden, da die an der Kapelle gelegene Hauptstraße erweitert wurde. Im Jahr 2005 begannen Bürger des Kulturvereins ehrenamtlich mit der Rekonstruktion der Nepomukkapelle, jedoch an einem anderen Standpunkt. 

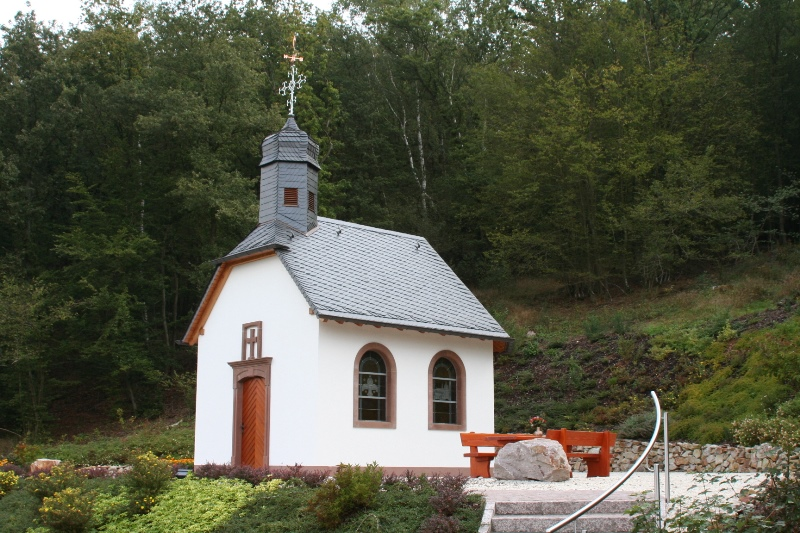
St. Nepomukkapelle in Gonnesweiler

Jagdgut Bocksborn zu Gonnesweiler (genauer: im Wald bzw. am Silberberg), 1894 von dem Saarbrücker Ingenieur Fritz von Rexroth erbaut. Es diente als Wohn-, Freizeit- und Arbeitsunterkunft, aber vor allem zur Unterbringung der Jagdgäste. Heute ist es Privatwohnsitz.
Waldkapelle in Selbach, erbaut im Jahr 1954.
Kathreinenkapelle in Selbach, wurde im 16. Jahrhundert erbaut und ist das älteste noch erhaltene Gebäude der Gemeinde Nohfelden, sie besitzt den wohl ältesten noch nachweisbaren Spätbarocken Kreuzweg im nördlichen Saarland.
Peterbergkapelle Eiweiler: 1983 wurde auf dem Fundament einer verfallenen Kapelle die heutige errichtet.

### Parks
Nohfelden gehört zum Naturpark Saar-Hunsrück. Im Ortsteil Selbach entspringt die Nahe.

### Freizeitziele

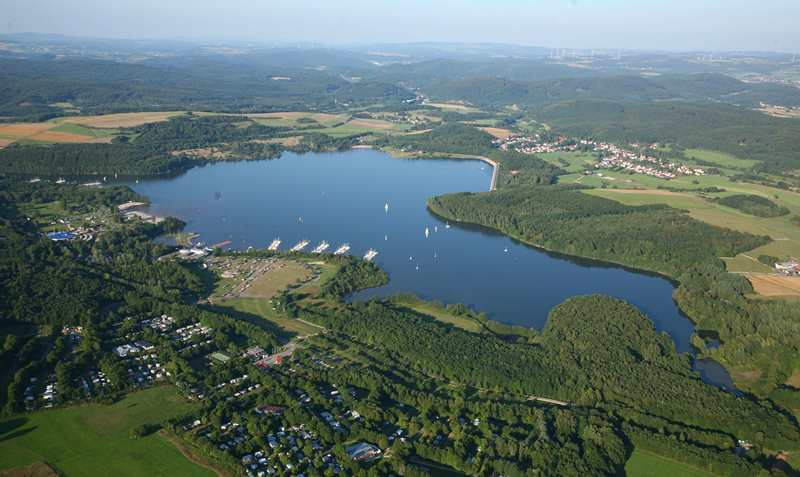
Der Bostalsee

Freizeitzentrum Bostalsee steht bei Surf- und Segelfans hoch im Kurs. Neben Wandern auf dem rund 7 km langen Rundweg, entlang des Sees besteht auch die Möglichkeit zu angeln, schwimmen, rudern, tauchen, Tretboot fahren oder einfach bei einem Sonnenuntergang am See zu entspannen.
Center Parks Bostalsee
Der 2013 errichtete Center Parks ist direkt an dem 120 Hektar großen Bostalsee gelegen und bietet nicht nur den Gästen des Parks, sondern auch Besuchern aus der Region ein großes Freizeitangebot. Neben Indoorminigolfen gibt es auch einen Minigolfbereich direkt am Wasser gelegen. Hochseilgarten, Bogenschießen, Streichelzoo, Schwimmbad und Bowling locken immer wieder viele Besucher an.
Golfpark Bostalsee in Eisen
Der Golfpark Eisen bietet neben einer Übungsbahn für Anfänger auch 3 öffentliche Spielbahnen. Der ganze Park ist idyllisch gelegen und nur 5 km vom Bostalsee entfernt. Er erstreckt sich über ein weites Areal mit Teich- und Biotopflächen, offenen Bachläufen, Bunkern und toll inszenierten Grünflächen.
Buchwald in Nohfelden

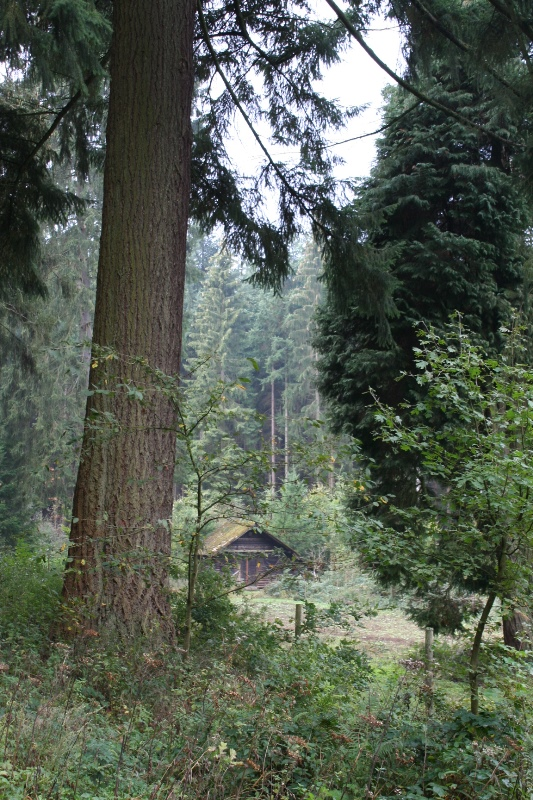
Der Buchwald in Nohfelden

Die 250 Jahre alten Lärchen, ein Köhler Schaumeiler und die größte Douglasie Südwestdeutschlands sind sehenswert im weitläufigen Buchwald. Außerdem ist er für Wanderer und Radfahrer geeignet, die durch die gute Beschilderung die Region erkunden können.
Freizeitpark Neunkirchen/Nahe
Der Freizeitpark begeistert mit einem Aussichtsturm, einer Minigolfanlage und einer großen Spielfläche für Kinder und Familien. Außerdem bietet der Park Fitness in der Freizeitanlage an, durch eine Outdoor-Fitnessstation mit 7 Geräten kann jeder eigenständig seine Fitness stärken.

### Verkehr
Die Gemeinde wird von der Autobahn A 62 durchquert und hat mit der Anschlussstelle Nohfelden-Türkismühle eine eigene Anbindung an das überörtliche Straßenverkehrswegenetz. Mit der B 41 durchläuft auch eine stark frequentierte Bundesstraße das Gemeindegebiet unmittelbar. Die internationalen Flughäfen Saarbrücken und Frankfurt-Hahn sind per PKW in weniger als einer Stunde erreichbar.
Der Bahnhof Türkismühle stellt für die Gemeinde den Anschluss an die Nahetalbahn (KBS 680/672) auf der Strecke Saarbrücken–Frankfurt/Main dar. In knapp zwei Stunden ist so der Flughafen Frankfurt/Main per Zug erreichbar, die Fahrtzeit nach Saarbrücken beträgt rund 45 Minuten.

## Persönlichkeiten

### Ehrenbürger
- Nicole Seibert, Schlagersängerin, die 1982 mit „Ein bißchen Frieden“ als erste Deutsche den Grand Prix Eurovision de la Chanson gewinnen konnte.
- Hermann Scheid, Bürgermeister von Nohfelden (1974–1988)

### Söhne und Töchter der Gemeinde
- Christian Ludwig Hautt (* 15. März 1726; † 10. November 1806 in Zweibrücken), bedeutender Barockbaumeister und Pfalz-Zweibrücker Baudirektor
- Theodor Seibert (* 4. November 1870 in Bosen; † 2. Januar 1936 in Darmstadt), Schlosser und Politiker (DVP), Mitglied des Reichstags
- Walter Schüßler (1904–1976), Politiker (FDP), Abgeordneter im Landtag von Rheinland-Pfalz
- Dominik Schröder (1910–1974), Mongolist, Steyler Missionar
- Johannes Ganz (* 5. Juni 1932), Oberstudiendirektor und Politiker (CDU), Abgeordneter im Landtag des Saarlandes und des Bundestages
- Clemens Ganz (1935–2023), Professor und Organist am Kölner Dom
- Martin Weiler (1923–1993), Heimatforscher, Lokalpolitiker und Träger des Bundesverdienstkreuzes[9]
- Ulrike Weiler (1956–2020), Ausserplanmässige Professorin an der Universität Hohenheim, Fachgebiet Verhaltensphysiologie von Nutztieren (460f)
- Frank Gräfe (* 1967 oder 1968), deutscher Brigadegeneral[10]

### Sonstige
- Meinrad Maria Grewenig (* 9. Juni 1954 in Saarbrücken), Generaldirektor des Weltkulturerbe Völklinger Hütte, Meinrad Maria Grewenig lebt seit den 70er Jahren mit seinen Eltern und Brüdern in Nohfelden-Selbach und hat das Nohfelder Gemeindewappen entworfen. Außerdem hat er den Großteil der Dokumentation "Gemeinde Nohfelden 1974–1984" erstellt.